# Municipio de Neosho (condado de Coffey)
El municipio de Neosho (en inglés: Neosho Township) es un municipio ubicado en el condado de Coffey en el estado estadounidense de Kansas. En el año 2010 tenía una población de 131 habitantes y una densidad poblacional de 1,05 personas por km².

## Geografía
El municipio de Neosho se encuentra ubicado en las coordenadas 38°4′29″N 95°43′47″O / 38.07472, -95.72972. Según la Oficina del Censo de los Estados Unidos, el municipio tiene una superficie total de 124.66 km², de la cual 123,69 km² corresponden a tierra firme y (0,78 %) 0,97 km² es agua.

## Demografía
Según el censo de 2010, había 131 personas residiendo en el municipio de Neosho. La densidad de población era de 1,05 hab./km². De los 131 habitantes, el municipio de Neosho estaba compuesto por el 97,71 % blancos y el 2,29 % eran de una mezcla de razas. Del total de la población el 1,53 % eran hispanos o latinos de cualquier raza.